# Babylon 2015
Babylon 2015 è un album della cantante Tiziana Rivale pubblicato in formato digitale dall'etichetta discografica Interbeat.

## Tracce
1. Nuit astral (Rivale, L. Piergiovanni, Gisalyon)
2. The real Norma Jean (Rivale, L. Piergiovanni)
3. Downtown (T. Hatch)
4. S'Agapò (J. Fermangiou, T. Morakis)
5. Just hold me tight (Rivale, L. Piergiovanni)
6. Salma ya salama (Delane, Jahine, Barnel)
7. Over the Rainbow (E. Y. Harburg, H. Arlen)
8. Somebody New (Rivale, L. Piergiovanni)
9. Lonely boy (Rivale, L. Piergiovanni)
10. Harry'O (G. Ranzani, L. Piergiovanni)
11. Nostalgias (E. Cadícamo, J. C. Cobán)
12. Notte astrale (Rivale, L. Piergiovanni, Gisalyon)